# Diócesis de Damongo
La diócesis de Damongo (en latín: Dioecesis Damongoënsis y en inglés: Roman Catholic Diocese of Damongo) es una circunscripción eclesiástica de la Iglesia católica en Ghana. Se trata de una diócesis latina, sufragánea de la arquidiócesis de Tamale. Desde el 17 de diciembre de 2010 su obispo es Peter Paul Angkyier.

## Territorio y organización
La diócesis tiene 23 342 km² y extiende su jurisdicción sobre los fieles católicos de rito latino residentes en los distritos de: Gonja Central, East Gonja, Bole y Sawla-Tuna-Kalba en la región de Sabana.
La sede de la diócesis se encuentra en la ciudad de Damongo, en donde se halla la Catedral de Santa Ana.
En 2021 en la diócesis existían 13 parroquias.

## Historia
La diócesis fue erigida el 3 de febrero de 1995 con la bula Nuper est petitum del papa Juan Pablo II, obteniendo el territorio de la arquidiócesis de Tamale.

## Estadísticas
Según el Anuario Pontificio 2022 la diócesis tenía a fines de 2021 un total de 30 360 fieles bautizados.
| Año                                                                             | Población            | Población | Población      | Sacerdotes | Sacerdotes    | Sacerdotes    | Bautizados por sacerdote | Diáconos permanentes | Religiosos | Religiosos | Parroquias |
| Año                                                                             | Bautizados católicos | Total     | % de católicos | Total      | Clero secular | Clero regular | Bautizados por sacerdote | Diáconos permanentes | Varones    | Mujeres    | Parroquias |
| ------------------------------------------------------------------------------- | -------------------- | --------- | -------------- | ---------- | ------------- | ------------- | ------------------------ | -------------------- | ---------- | ---------- | ---------- |
| 1999                                                                            | 14 865               | 335 000   | 4.4            | 20         | 15            | 5             | 743                      |                      | 10         | 17         | 8          |
| 2000                                                                            | 15 232               | 338 000   | 4.5            | 17         | 13            | 4             | 896                      |                      | 8          | 19         | 8          |
| 2001                                                                            | 18 026               | 400 000   | 4.5            | 19         | 16            | 3             | 948                      |                      | 7          | 21         | 8          |
| 2002                                                                            | 16 017               | 400 000   | 4.0            | 21         | 19            | 2             | 762                      |                      | 6          | 21         | 8          |
| 2003                                                                            | 16 658               | 405 000   | 4.1            | 22         | 18            | 4             | 757                      |                      | 8          | 26         | 9          |
| 2004                                                                            | 17 172               | 410 000   | 4.2            | 28         | 24            | 4             | 613                      |                      | 8          | 27         | 9          |
| 2006                                                                            | 18 404               | 428 000   | 4.3            | 32         | 28            | 4             | 575                      |                      | 9          | 23         | 11         |
| 2013                                                                            | 23 550               | 470 000   | 5.0            | 36         | 33            | 3             | 654                      |                      | 10         | 32         | 12         |
| 2016                                                                            | 26 504               | 334 060   | 7.9            | 36         | 33            | 3             | 736                      |                      | 10         | 31         | 13         |
| 2019                                                                            | 28 968               | 355 720   | 8.1            | 39         | 37            | 2             | 742                      |                      | 8          | 30         | 13         |
| 2021                                                                            | 30 360               | 371 700   | 8.2            | 40         | 38            | 2             | 759                      |                      | 3          | 33         | 13         |
| Fuente: Catholic-Hierarchy, que a su vez toma los datos del Anuario Pontificio. |                      |           |                |            |               |               |                          |                      |            |            |            |

## Episcopologio
- Philip Naameh (3 de febrero de 1995-12 de febrero de 2009 nombrado arzobispo de Tamale)
- Peter Paul Angkyier, desde el 17 de diciembre de 2010